# Halvar Björk
Pour les articles homonymes, voir Björk (homonymie).
Halvar Björk est un acteur suédois né le 22 septembre 1928 à Borgvattnet et mort le 12 novembre 2000  à Huddinge.

## Filmographie partielle
- 1965 : Jakten de Yngve Gamlin
- 1968 : Badarna d'Yngve Gamlin
- 1971 : Les Émigrants de Jan Troell
- 1972 : Le Nouveau Monde de Jan Troell
- 1974 : Dunderklumpen de Per Åhlin (voix)
- 1978 : Sonate d'automne d'Ingmar Bergman
- 1991 : Önskas de Lars Johansson
- 1992 : Min store tjocke far de Kjell-Åke Andersson